# مايك إيستوود
مايك إيستوود هو لاعب هوكي الجليد كندي، ولد في 1 يوليو 1967 في أوتاوا في كندا.

## وصلات خارجية
- مايك إيستوود على موقع دوري الهوكي الوطني (الإنجليزية)
- مايك إيستوود على موقع EliteProspects.com (الإنجليزية)
- مايك إيستوود على موقع HockeyDB.com (الإنجليزية)
- مايك إيستوود على موقع Hockey-Reference.com (الإنجليزية)